# Babbel
Babbel var ett svenskt TV-program (lekprogram) som sändes i slutet av 1980-talet. 
Programmet producerades av Sveriges Television program 1. I programmet läste ett lag upp texter av varierande karaktär medan det andra laget skulle gissa vilket genomgående tema som återfanns i den upplästa texten. Programledare var Lennart Swahn och de medverkande utgjordes av Mona Seilitz, Helge Skoog och Anna Sundqvist som uppläsare och Tomas Bolme, Monica Dominique och Tommy Engstrand som gissare. 

## Deltagare 1986
Bilder från inspelningen den 30 oktober 1986 på radio- och TV-mässan "Vision 86".

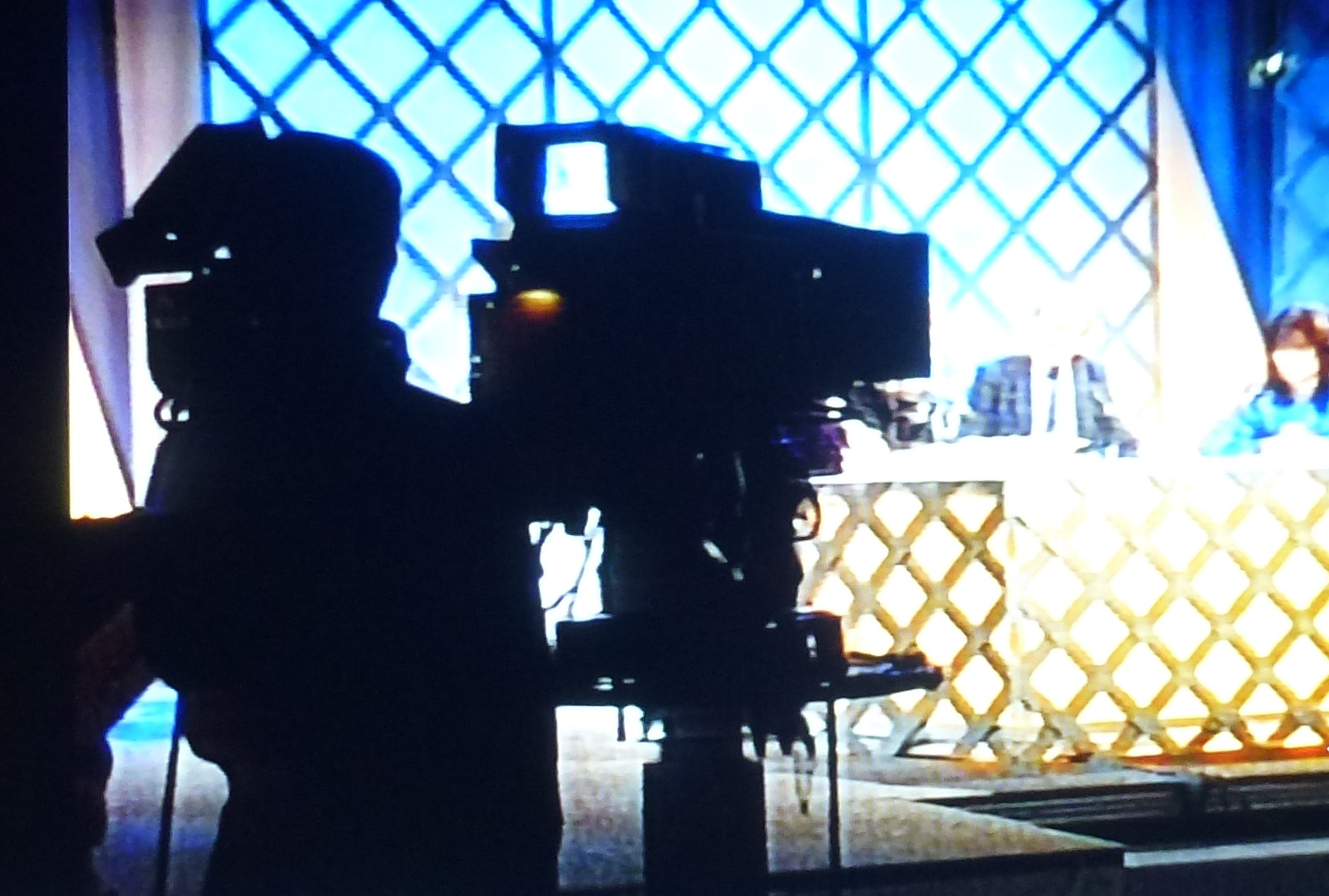
Inspelningen den 30 oktober 1986
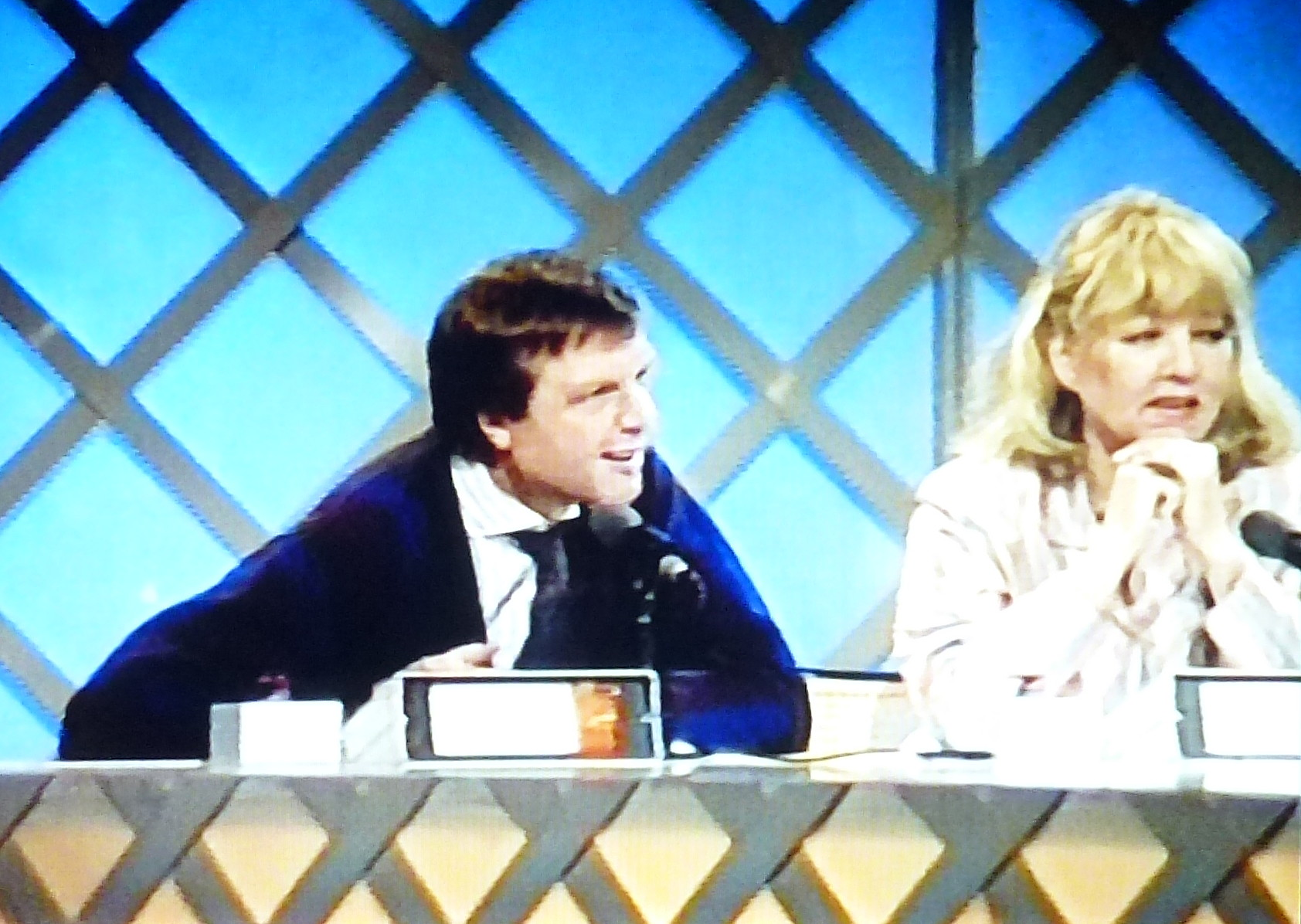
Tommy Engstrand, Monica Dominique
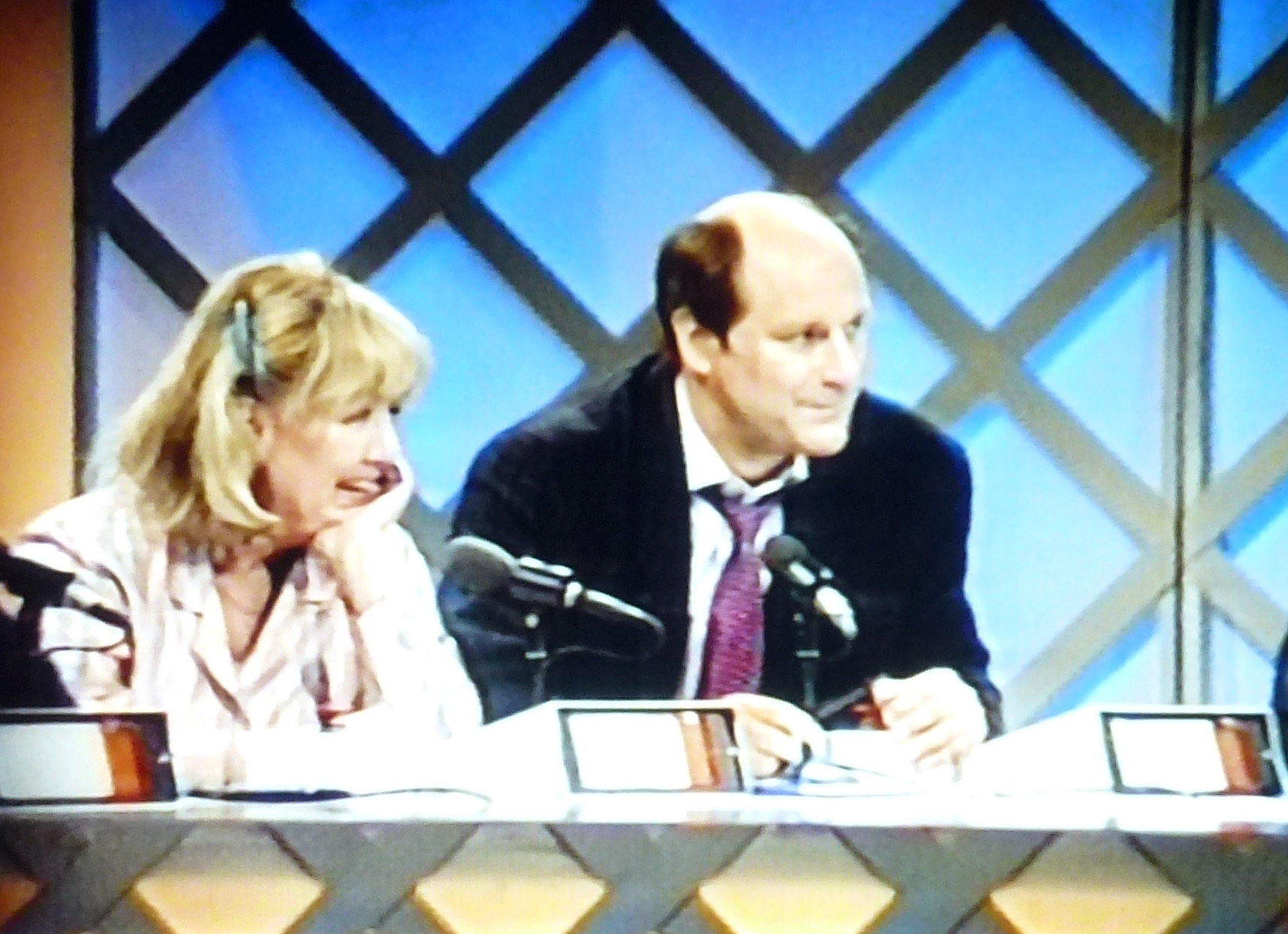
Monica Dominique, Tomas Bolme
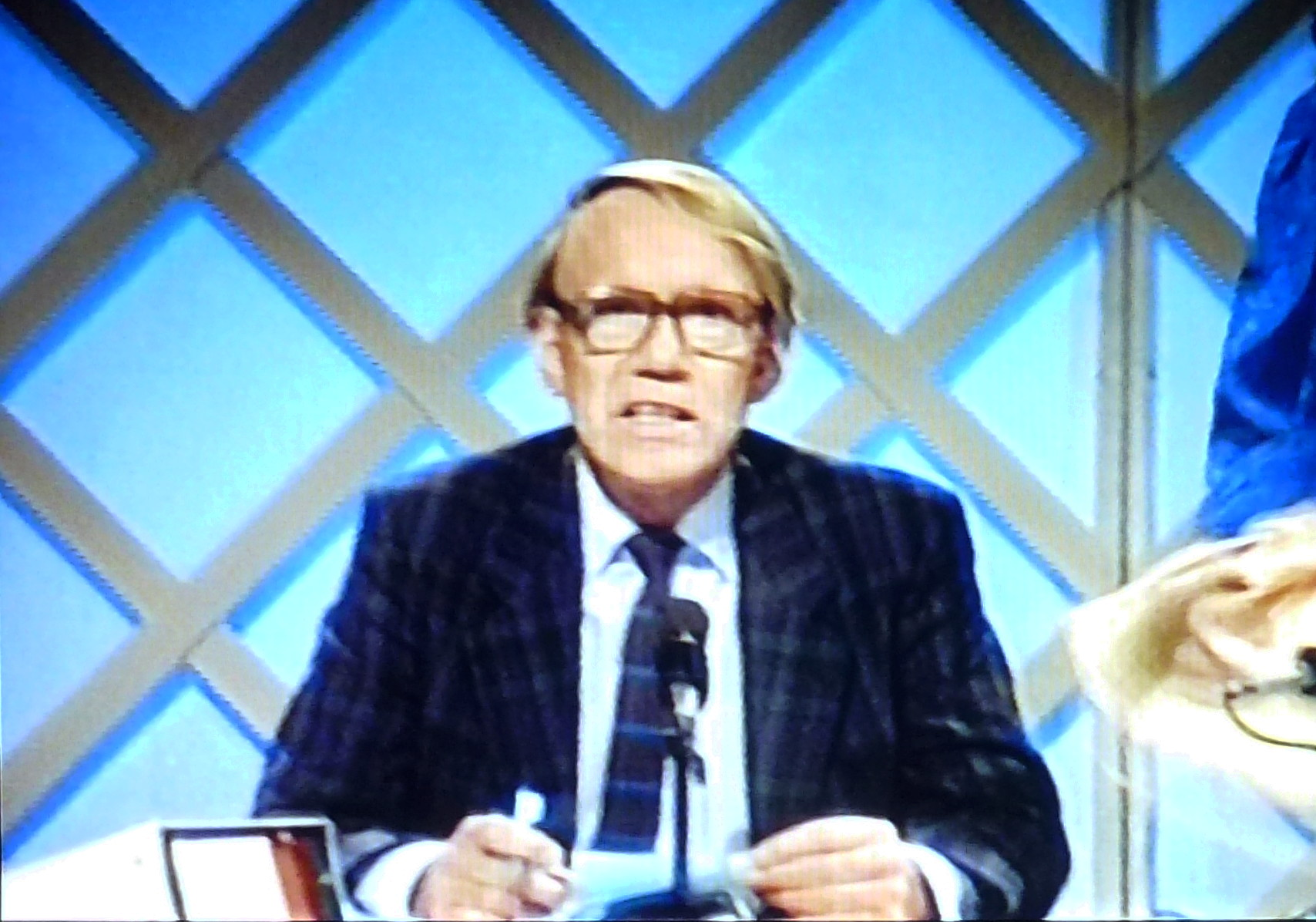
Programledare Lennart Swahn
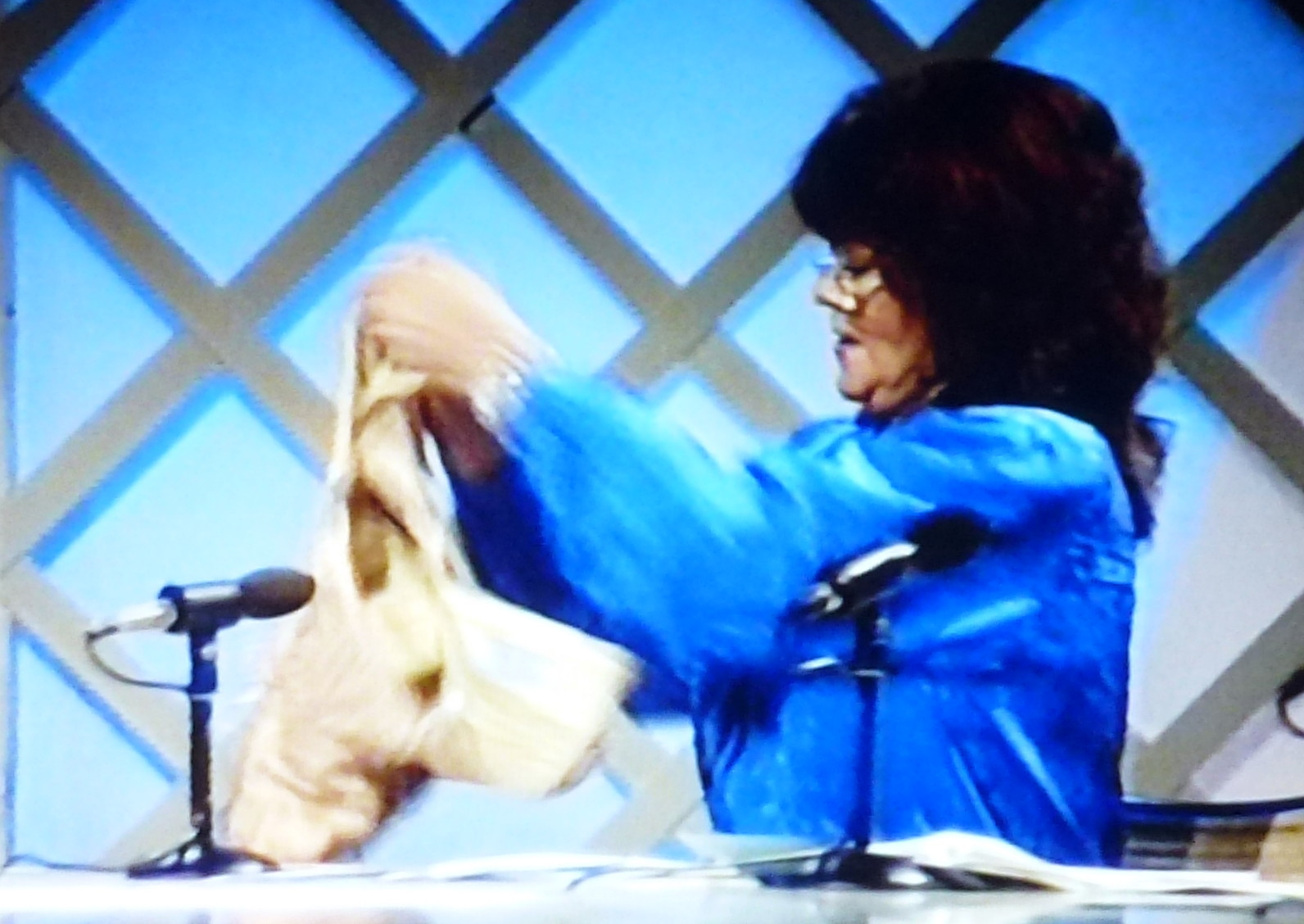
Anna Sundqvist
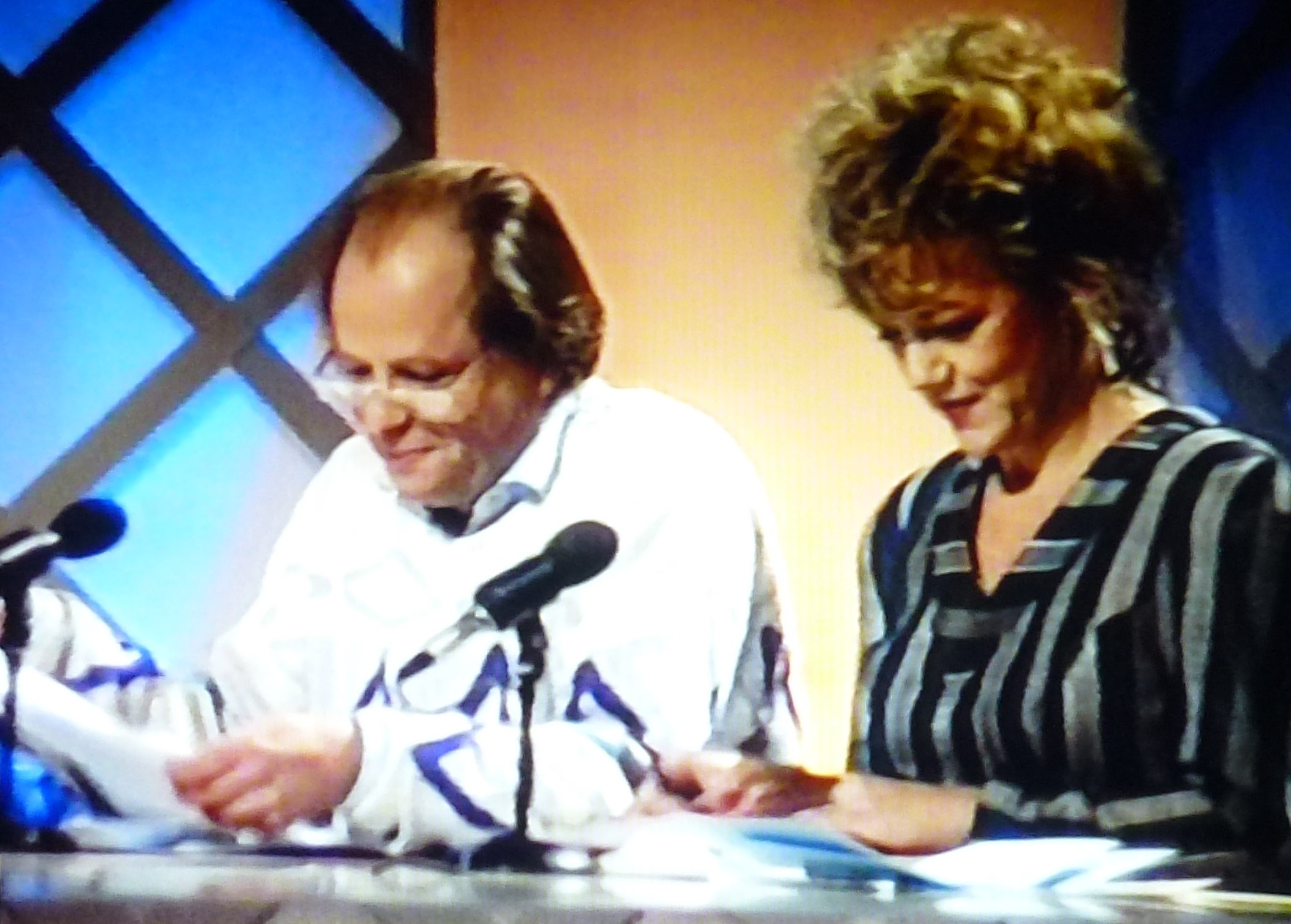
Helge Skoog, Mona Seilitz